# Erchie
Erchie is een gemeente in de Italiaanse provincie Brindisi (regio Apulië) en telt 8838 inwoners (31-12-2004). De oppervlakte bedraagt 44,1 km², de bevolkingsdichtheid is 200 inwoners per km².

## Demografie
Erchie telt ongeveer 2952 huishoudens. Het aantal inwoners daalde in de periode 1991-2001 met 0,9% volgens cijfers uit de tienjaarlijkse volkstellingen van ISTAT.
| Jaar | Inwoneraantal |
| ---- | ------------- |
| 1991 | 8821          |
| 2001 | 8740          |

## Geografie
Erchie grenst aan de volgende gemeenten: Avetrana (TA), Manduria (TA), Oria, San Pancrazio Salentino, Torre Santa Susanna.